# Oxydia translineata
Oxydia translineata är en fjärilsart som beskrevs av Walker 1860. Oxydia translineata ingår i släktet Oxydia och familjen mätare. Inga underarter finns listade i Catalogue of Life.